# 金鐘獎教育文化節目主持人獎得獎列表
廣播金鐘獎教育文化節目主持人獎是由文化部影視及流行音樂產業局在臺灣舉辦的現行頒發獎項。

## 歷屆得獎暨入圍名單
|  | 獲獎者 |

### 文教資訊節目主持人獎（第38屆～第43屆）
| 年度 （屆數）   | 廣播作品                                                             |
| --------------- | -------------------------------------------------------------------- |
| 2003 （第38屆） | 孫瑞玲(孫鈴)／《與自然共舞》／高雄廣播電臺                           |
| 2003 （第38屆） | 吳文嫦(唐妮)、張維斌(張敬)／《寶貝魔法秀》／警察廣播電臺             |
| 2003 （第38屆） | 陳燕柔(燕柔)／《文化生活日報》／正聲廣播公司                         |
| 2003 （第38屆） | 黃介文(FuMi)／《FuMiHouse》／中國廣播公司                            |
| 2003 （第38屆） | 鄒秀娟(鄒言)／《美在台南》／漢聲廣播電台台南台                       |
| 2004 （第39屆） | 彭廣林／《什麼是音樂》／台北愛樂                                     |
| 2004 （第39屆） | 范欽慧／《自然筆記》／教育電台台北台                                 |
| 2004 （第39屆） | 高劭宜／《愛樂陣線》／台北愛樂                                       |
| 2004 （第39屆） | 張翰揚／《用心聽宜蘭》／正聲宜蘭台                                   |
| 2004 （第39屆） | 孫瑞玲（孫鈴）／《與自然共舞》／高雄電台                             |
| 2005 （第40屆） | 蔡淑慧／《心靈之歌》／內政部警政署警察廣播電臺                       |
| 2005 （第40屆） | 黃敏次／《典藏台灣》／財團法人中央廣播電台                           |
| 2005 （第40屆） | 鄒秀娟（鄒言）／《美在台南》／國防部政治作戰總隊漢聲廣播電臺台南臺   |
| 2005 （第40屆） | 胡悅盈（方盈）／《聽見水高雄》／大眾廣播股份有限公司                 |
| 2005 （第40屆） | 孫瑞玲（孫鈴）／《與自然共舞》／高雄廣播電臺                         |
| 2006 （第41屆） | 周德仁【楚雲】／《迴旋曲》／復興廣播電台高雄台                       |
| 2006 （第41屆） | 張翰揚／《平原迴聲》／正聲廣播股份有限公司宜蘭廣播電台               |
| 2006 （第41屆） | 李佳儒【李婕】／《音樂浮生錄》／復興廣播電台                         |
| 2006 （第41屆） | 吳祝育、蔣進興／《尋找那魯灣--律動的音樂專輯》／財團法人中央廣播電臺 |
| 2006 （第41屆） | 白繼祥【季翔】／《聽心靈在唱歌》／正聲廣播股份有限公司雲林廣播電台   |
| 2007 （第42屆） | 呂明珊（珊珊）／《建築美樂地》／漢聲廣播電臺臺北總臺                 |
| 2007 （第42屆） | 王文心／《典藏台灣文學作家－詩人系列》／財團法人中央廣播電臺         |
| 2007 （第42屆） | 白繼祥（季翔）／《聽心靈在唱歌》／正聲廣播股份有限公司雲林廣播電臺   |
| 2007 （第42屆） | 范欽慧／《自然筆記》／國立教育廣播電臺臺北總臺                       |
| 2007 （第42屆） | 練維君／《文化筆記》／正聲廣播股份有限公司臺北調頻廣播電臺           |
| 2008 （第43屆） | 邵文心、陳超明／《文學之夜》／漢聲廣播電臺臺北總臺                   |
| 2008 （第43屆） | 白繼祥(季翔)／《聽心靈在唱歌》／正聲廣播股份有限公司雲林廣播電臺     |
| 2008 （第43屆） | 吳祝育、林茂賢／《台灣文化辭典》／財團法人中央廣播電臺               |
| 2008 （第43屆） | 鄒秀娟(鄒妍)／《美在台南》／漢聲廣播電臺臺南臺                       |
| 2008 （第43屆） | 潘宗華／《生活Life》／復興廣播電臺                                   |

### 教育文化節目主持人獎（第44屆～至今）
| 年度 （屆數）   | 廣播作品 |
| --------------- | --- |
| 2009 （第44屆） | 端端(陳端慧)／《世界夢想音樂廳》／國立教育廣播電臺                                                           |
| 2009 （第44屆） | 吳祝育、林茂賢／《台灣文化辭典》／財團法人中央廣播電臺                                                       |
| 2009 （第44屆） | 李婕(李佳儒)、林棋宏、黃采瑛／《音樂浮生錄》／復興廣播電臺                                                   |
| 2009 （第44屆） | 練維君／《文化筆記》／正聲廣播股份有限公司臺北調頻廣播電臺                                                   |
| 2009 （第44屆） | 燕子(賴素燕)／《教育生活家》／國立教育廣播電臺                                                               |
| 2010 （第45屆） | 韓良露／《創意台北漫遊》／財團法人台北勞工教育電台基金會                                                     |
| 2010 （第45屆） | 李可／《城鄉記事》／高雄廣播電臺                                                                             |
| 2010 （第45屆） | 宋銘、黃賜／《流行年代798》／漢聲廣播電臺臺北總臺                                                            |
| 2010 （第45屆） | 鄒妍【鄒秀娟】／《美在台南》／漢聲廣播電臺臺南分臺                                                           |
| 2010 （第45屆） | 劉怡妙／《諸羅采風》／正聲廣播股份有限公司嘉義廣播電臺                                                       |
| 2011 （第46屆） | 曾志朗、燕子【賴素燕】／《人人都是科學人》／國立教育廣播電臺                                                 |
| 2011 （第46屆） | 阿國、琇如／《有書才會贏》／內政部警政署警察廣播電臺臺北總臺                                                 |
| 2011 （第46屆） | 東山麟【高瑞麟】／《我愛鄧麗君》／漢聲廣播電臺臺北總臺                                                       |
| 2011 （第46屆） | 林宗慶／《聆聽他們的聲音》／正聲廣播股份有限公司臺北調頻廣播電臺                                             |
| 2011 （第46屆） | 楊照／《閱讀音樂》／財團法人台北勞工教育電台基金會                                                           |
| 2012 （第47屆） | 宋銘【宋修聖】、邵文心／《香榭大道》／漢聲廣播電臺臺北總臺                                                   |
| 2012 （第47屆） | 天瑜【潘美緣】、吳雅蓉／《印象南臺灣》／復興廣播電臺                                                         |
| 2012 （第47屆） | 吳春滿／《春滿大地》／正聲廣播股份有限公司臺中廣播電臺                                                       |
| 2012 （第47屆） | 范欽慧／《自然筆記》／國立教育廣播電臺                                                                       |
| 2012 （第47屆） | 楊靜【林靜宜】、宋玲／《南方美樂地》／內政部警政署警察廣播電臺高雄臺                                         |
| 2013 （第48屆） | 咖啡貓【楊盈箴】／《藝論紛紛》／財團法人佳音廣播電台                                                         |
| 2013 （第48屆） | 王文心／《台灣文學作家系列》／財團法人中央廣播電臺                                                           |
| 2013 （第48屆） | 李知昂／《數字的幸福》／竹科廣播股份有限公司                                                                 |
| 2013 （第48屆） | 范欽慧／《自然筆記》／國立教育廣播電臺                                                                       |
| 2013 （第48屆） | 鄒妍【鄒秀娟】／《美在台南》／漢聲廣播電臺臺南分臺                                                           |
| 2014 （第49屆） | 黃迺毓、劉清彥／《閱讀推手》／好家庭廣播股份有限公司                                                         |
| 2014 （第49屆） | 王文心／《臺灣文學作家系列》／財團法人中央廣播電臺                                                           |
| 2014 （第49屆） | 范欽慧／《自然筆記》／國立教育廣播電臺臺東分臺                                                               |
| 2014 （第49屆） | 鄒妍【鄒秀娟】／《美在臺南》／漢聲廣播電臺臺南分臺                                                           |
| 2014 （第49屆） | 陳凰鳳、楊喬宇、吳巧儂、丁安妮／《幸福聯合國》／國立教育廣播電臺                                             |
| 2015 （第50屆） | 燕子【賴素燕】、陳凰鳳、楊喬宇、吳巧儂、丁安妮、趙二娟／《幸福聯合國》／國立教育廣播電臺                     |
| 2015 （第50屆） | 王文心／《臺灣文學作家系列》／財團法人中央廣播電臺                                                           |
| 2015 （第50屆） | 李可／《大地和小徑》／高雄廣播電臺                                                                           |
| 2015 （第50屆） | 陳倩宜、徐梅／《聰明法寶》／內政部警政署警察廣播電臺                                                         |
| 2015 （第50屆） | 劉清彥、黃迺毓／《閱讀推手》／好家庭廣播股份有限公司                                                         |
| 2016 （第51屆） | 劉清彥、黃迺毓／《閱讀推手》／好家庭廣播股份有限公司                                                         |
| 2016 （第51屆） | 珊珊【呂明珊】／《建築美樂地》／漢聲廣播電臺                                                                 |
| 2016 （第51屆） | 范欽慧／《自然筆記》／國立教育廣播電臺                                                                       |
| 2016 （第51屆） | 張朝傑、岳玲【岳惠玲】／《警廣晚學堂》／內政部警政署警察廣播電臺                                             |
| 2016 （第51屆） | 陳愷、季潔【蔡宜穎】／《技職教育躍龍門》／中國廣播股份有限公司臺北總臺                                       |
| 2017 （第52屆） | 蔡詩萍／《POP大國民》／台北流行廣播股份有限公司                                                              |
| 2017 （第52屆） | 王政忠／《翻轉教育－大叔會客室》／全國廣播股份有限公司                                                       |
| 2017 （第52屆） | 林夢萍／《誰在你身邊》／內政部警政署警察廣播電臺                                                             |
| 2017 （第52屆） | 徐嬿【徐若彧】、黃紹彬／《天下事客家心》／漢聲廣播電臺臺北總臺                                               |
| 2017 （第52屆） | 書勤／《寶島新時代》／復興廣播電臺                                                                           |
| 2018 （第53屆） | 詹婉如、戴伸峰／《老師老師，為什麼》／財團法人中央廣播電臺                                                   |
| 2018 （第53屆） | 王政忠／《翻轉教育-大叔會客室》／全國廣播股份有限公司                                                        |
| 2018 （第53屆） | 徐智俊／《賽客思同學會》／客家委員會（講客廣播電臺）                                                         |
| 2018 （第53屆） | 荃鈺【曾荃鈺】／《空中荃運會》／全國廣播股份有限公司                                                         |
| 2018 （第53屆） | 楊照【李明駿】／《楊照談書》／臺北廣播電臺                                                                   |
| 2019 （第54屆） | 陳明珠／《客家妹來打卡》／客家委員會（講客廣播電臺）                                                         |
| 2019 （第54屆） | 府城 Lale lin／《詩情也綿綿》／財團法人中央廣播電臺                                                          |
| 2019 （第54屆） | 書勤【周書勤】／《寶島夢想家》／復興廣播電臺                                                                 |
| 2019 （第54屆） | 曾荃鈺／《空中荃運會》／全國廣播股份有限公司                                                                 |
| 2019 （第54屆） | 楊喬宇、葉碧珠／《幸福聯合國》／國立教育廣播電臺                                                             |
| 2020 （第55屆） | 范欽慧／《自然筆記》／國立教育廣播電臺                                                                       |
| 2020 （第55屆） | 王美英／《e啦！原住民》／高雄廣播電臺                                                                        |
| 2020 （第55屆） | 府城lalelin／《詩情也綿綿》／財團法人中央廣播電臺                                                            |
| 2020 （第55屆） | 徐凡【徐豫梅】／《筆尖上孩提的奇幻之旅》／財團法人中央廣播電臺                                               |
| 2020 （第55屆） | 楊照【李明駿】／《東亞史的關鍵時刻》／臺北廣播電臺                                                           |
| 2021 （第56屆） | 楊照【李明駿】／《楊照談書》／臺北廣播電臺                                                                   |
| 2021 （第56屆） | Xuzi富士蘭、阿將／《原民你我他、教育4.0》／財團法人原住民族文化事業基金會                                    |
| 2021 （第56屆） | 林夢萍、謙謙【宋佳謙】／《食在有意思》／內政部警政署警察廣播電臺                                             |
| 2021 （第56屆） | 邱雯琳／《跈等Wenny去遊尞》／新客家廣播事業股份有限公司                                                      |
| 2021 （第56屆） | 范欽慧／《自然筆記》／國立教育廣播電臺                                                                       |
| 2022 （第57屆） | 溫士凱／《Danny的市場肚》／環宇廣播事業股份有限公司                                                          |
| 2022 （第57屆） | 小郁【洪郁婷】、Jane【張璟宜】、楊坤仁、劉碧薇、潔楓【尹潔楓】／《當華陀遇上青天》／內政部警政署警察廣播電臺 |
| 2022 （第57屆） | 吳家恆／《在轉角發現微光》／好家庭廣播股份有限公司                                                           |
| 2022 （第57屆） | 范欽慧／《自然筆記》／國立教育廣播電臺                                                                       |
| 2022 （第57屆） | 游婷雅、林玫伶／《閱讀推手》／好家庭廣播股份有限公司                                                         |
| 2023 （第58屆） | 范欽慧／《自然筆記》／國立教育廣播電臺                                                                       |
| 2023 （第58屆） | 安順【蕭安順】、倪可【倪琇茹】／《鳥瞰臺灣》／漢聲廣播電臺                                                   |
| 2023 （第58屆） | 晨光 阿烙【賴永誠】／《山海族子民》／財團法人原住民族文化事業基金會                                          |
| 2023 （第58屆） | 溫士凱／《客庄花路米》／環宇廣播事業股份有限公司                                                             |
| 2023 （第58屆） | 謝文憲、劉宥彤／《極憲彤鄉會》／環宇廣播事業股份有限公司                                                     |
| 2024 （第59屆） | 小茉莉、謝國玄／《原客・好滋味》／財團法人原住民族文化事業基金會                                             |
| 2024 （第59屆） | 林夢萍、Elsa【陳思穎】、小冬瓜【郭憲鴻】／《SORRY～沒有回程票喔！》／內政部警政署警察廣播電臺                |
| 2024 （第59屆） | 屠潔／《開箱聲音場館 Encore Echo》／財團法人中央廣播電臺                                                     |
| 2024 （第59屆） | 黃豪平／《我的世代我作主》／好聽廣播股份有限公司                                                             |
| 2024 （第59屆） | 藍偉瑩／《教育不一樣》／好家庭廣播股份有限公司                                                               |
| 2025 （第60屆） | |
|                 | |
|                 | |
|                 | |
|                 | |

## 外部連結
- 廣播電視金鐘獎官方網站 （页面存档备份，存于）
- 歷屆廣播金鐘獎得獎入圍名單 （页面存档备份，存于），文化部影視及流行音樂產業局